# 小行星4226
小行星4226（4226 Damiaan）是一颗绕太阳运转的小行星，为主小行星带小行星。该小行星于1989年9月1日发现。

## 轨道参数
小行星4226的轨道半长轴为2.8594002 UA，离心率为0.260。